# Mandalaherang
Mandalaherang is een bestuurslaag in het regentschap Sumedang van de provincie West-Java, Indonesië. Mandalaherang telt 5325 inwoners (volkstelling 2010).